# (32818) 1991 PL10
1991 PL10 (asteroide 32818) é um asteroide da cintura principal. Possui uma excentricidade de 0.17290600 e uma inclinação de 8.88527º.
Este asteroide foi descoberto no dia 14 de agosto de 1991 por Eric Walter Elst em La Silla.